# エテズス・アリーナ
エテスズ・アリーナ（Etess Arena、現エテズス・アリーナ・アット・ハード・ロック・ライブ（Etess Arena at Hard Rock Live））は、ニュージャージー州アトランティックシティのハード・ロック・ホテル・アンド・カジノ・アトランティックシティ（旧名トランプ・タージマハル）内にある多目的スペースである。7000人収容。主にコンサートとボクシングの興行で使用される。

## 概要
1990年4月28日、トランプ・タージマハル開業から26日後にザ・アリーナ・アット・トランプ・タージマハル（The Arena at Trump Taj Mahal）としてオープンし、当時ボクシングを始めとする格闘技や著名人のコンサートやパフォーマンスが行われ、当時の収容人数は6,000人だった。
名前の由来になったアトランティックシティに、ドナルド・トランプが社長を務めるトランプ・オーガナイゼーション初の系列ホテルとなる、トランプ・プラザのCOOだったマーク・グロッシグナー・エテスズから取った。エテスズは1989年10月にヘリコプター事故により開業を翌年に控えて見ることなくこの世を去っており、ドナルド・トランプが功績をたたえてアリーナの名前として残した。
トランプ・タージマハル時代はホテルがインドのタージマハルをテーマにしており、アリーナをイングランドのクラブ・ミュージックシーンを基本にして、会場を設営する際に様々なシチュエーション設定している。
エテスズ・アリーナは1990年5月18日、エルトン・ジョンのこけら落とし公演でオープニングを飾るなど数々の著名人がコンサートを行われていた。過去にもマドンナが1990年のBlond Ambition Tourにアメリカでのオープニングツアー、2006年のConfessions Tourの公演候補地となっていたが、Blond Ambition Tourはスケジュールの都合で、Confessions Tourは近くのボードウォーク・ホール公演になり開催することは出来なかった。
2016年10月10日、オーナー会社の倒産と従業員のストライキの影響によりトランプ・タージマハルとエテスズ・アリーナは閉館となったが、2017年3月にライブ・ネイションとハードロックカフェ（ハードロックカフェはホテルも取得）が共同で運営する形で7,000席に拡張して、2018年6月28日、エテスズ・アリーナ・アット・ハード・ロック・ライブに改めてリニューアルオープンすることになった。なおリニューアル最初のこけら落とし公演は翌29日にキャリー・アンダーウッドが行われた。